# محمدباقر ویجویه‌ای

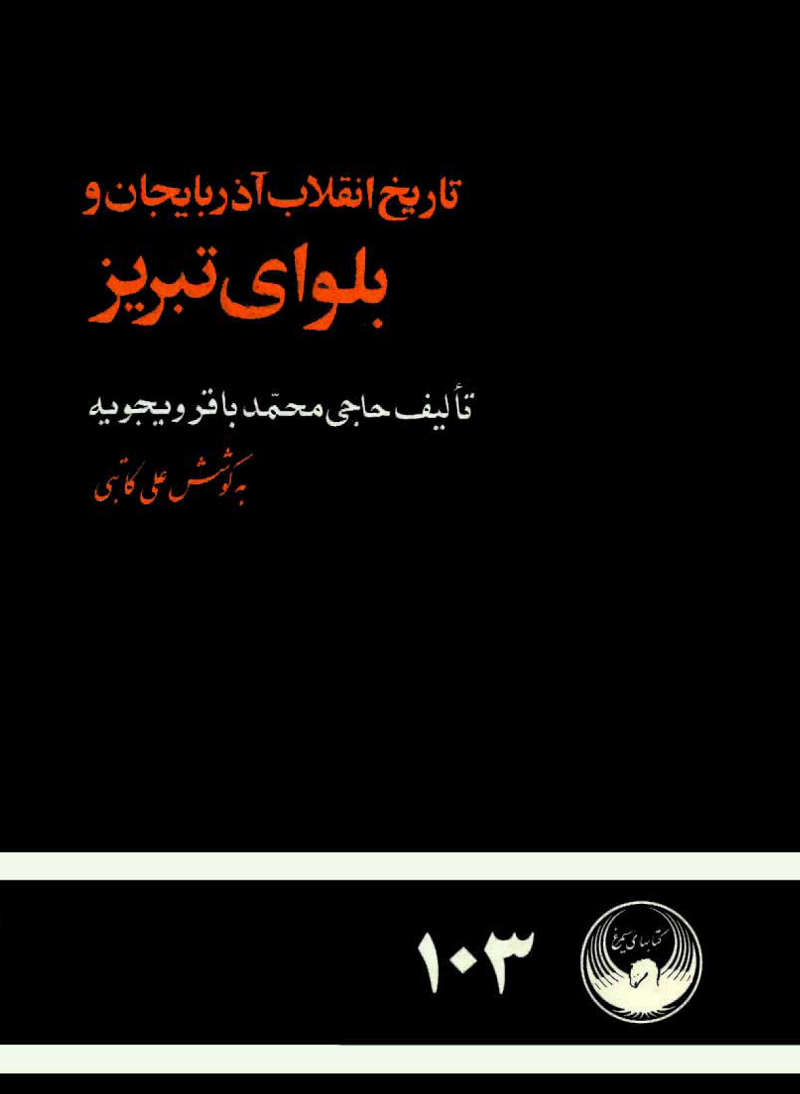
تصویری از جلد کتاب بلوای تبریز در سال ۱۳۵۵

محمدباقر ویجویه یا ویجویه‌ای، مؤلف کتاب تاریخ انقلاب آذربایجان و بلوای تبریز است که کتابی دربارهٔ وقایع جنبش مشروطه در ایران می‌باشد. از زندگانی مؤلف اطلاع چندانی در دست نیست ولی وی ساکن محله ویجویه (یا «وَرجی» در گفتار مردم تبریز) بوده و در همان‌جا این وقایع را ثبت کرده است.
ویجویه‌ای، قَدَک فروش (تاجر کرباس) بوده و به همان عنوان شهرت داشته است. به نوشته کسروی، ویجویه‌ای در سال ۱۲۸۷ شمسی، کتابی دربارهٔ رویدادهای چهارماهه تبریز به نام بلوای تبریز نوشت. کدخدای محله ویجویه، او و فرزندش را دستگیر کرد و در حق آنان اجحاف نمود و ویجویه‌ای پس از آزادی، راهی استانبول شد. وی سرانجام در تبریز درگذشت و در قبرستان گَجیل («باغ گلستان» امروزی) به امانت سپرده شد و جنازه‌اش چندی بعد به قم یا نجف اشرف انتقال یافت.
با توجه به این‌که کسروی در تاریخ هیجده ساله آذربایجان، که آن را در ۱۳۲۱ ش تألیف کرده، از ویجویه‌ای با عنوان «شادروان حاجی محمدباقر» یاد کرده، تاریخ درگذشت ویجویه‌ای پیش از تاریخ تألیف این کتاب بوده است.
تاریخ انقلاب آذربایجان، که بیش‌تر به بلوای تبریز شهرت یافته، ظاهراً بار اول در یادداشت‌های حاج محمدتقی جورابچی به ابهام مطرح شده است: «این بلوایِ تبریز تفصیل خیلی دارد … وقایعی که هر روزه اتفاق می‌افتاد، او را در یک کتاب جمع نموده، چاپ کرده‌اند». سپس کسروی به روشنی از آن یاد کرده و در تاریخ مشروطه ایران، پاره‌ای از مطالب آن را به اختصار نقل نموده است.
مطالب کتاب، پس از حمد خداوند، با نکوهش «مستبدین خوش ظاهر» و ستایش دلیری‌های ستارخان امیرخیزی و باقرخان خیابانی آغاز می‌شود. مطالب عمده کتاب عبارت است از: شورش طهران در جمادی الا´خره ۱۳۲۴، عزیمت علما به قم و تحصن مردم در خانه وزیرمختار انگلیس، صدور فرمان مشروطه، درگذشت مظفرالدین شاه و به سلطنت رسیدن محمدعلی شاه، به توپ بستن مجلس و مسجد سپهسالار و شروع جنگ از ۲۳ جمادی الاولی ۱۳۲۶ در تهران و تبریز، فعالیت‌های باقرخان در خیابان و ستارخان در امیرخیز، یادداشت‌های روزانه از وقایع تبریز که بیشترین صفحات را دربردارد، پیروزی مشروطه خواهان در شانزده رمضان و شرح برقراری آرامش نسبی و اصلاحات مشروطه خواهان در تبریز و مرند و دیلمقان و خوی.

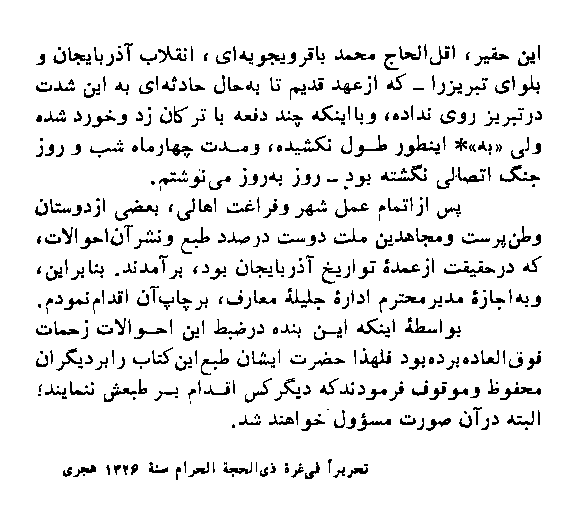
متن پیش‌گفتار محمدباقر ویجویه‌ای در کتاب بلوای تبریز

مؤلف در صفحات پایانی کتاب، از وضع سوق الجیشی آن روزها (شوال ۱۳۲۶) گزارشی آگاهانه می‌دهد، از جمله دربارهٔ اقامت عین الدوله در قِزِلْجه میدان، در نزدیک تبریز و ورود سیصد سواره قزاق به سرکردگی بولکونیک با «چهار عراده توپ» به باسْمِنْج، و سپس می‌گوید «در آن‌جا نشسته‌اند تا از پرده غیب چه بیرون خواهد آمد».
سال‌ها پس از چاپ اول، این کتاب نخست به صورت پاورقی در مهد آزادی آدینه به‌طور ناقص منتشر شد؛ سپس در ۱۳۴۸ شمسی به کوشش علی کاتبی در تبریز به چاپ رسید و در ۱۳۵۵ شمسی در تهران تجدید چاپ شد.